# Cimitero delle vittime del Vajont
Il cimitero delle vittime del Vajont è monumento nazionale dal 2003. Si trova in località San Martino, presso Fortogna, in comune di Longarone. È stato realizzato subito dopo il disastro del Vajont, nel 1963, e ultimato definitivamente negli anni ottanta. Il cimitero è stato luogo di alcune riprese del film Vajont del 2001 di Renzo Martinelli.

## Storia
Le fasi di realizzazione hanno il via durante la ricostruzione urbanistica di Longarone a seguito del disastro del Vajont del 9 ottobre 1963. La costruzione è stata terminata soltanto nel 1972 a seguito di contrasti tra il genio civile e il comune di Longarone. Il cimitero ospitava le salme di 1.464 vittime del disastro, di cui solo 700 con il nome. Il cimitero è stato completamente ristrutturato nel 2003, con la discussa rimozione delle lapidi originarie. Attualmente presenta 1.910 cippi bianchi con tutti i nomi delle vittime della tragedia, a prescindere o meno dall'effettivo ritrovamento e della giusta corrispondenza nome-salma.